# Моденово (Московская область)
Моденово — деревня в Можайском районе Московской области в составе сельского поселения Спутник. Численность постоянного населения по Всероссийской переписи 2010 года — 167 человек. До 2006 года Моденово входило в состав Кожуховского сельского округа.
Деревня расположена в восточной части района, примерно в 12 км к востоку от Можайска, в районе 93-го километра трассы М1 Беларусь (проходит вдоль южной окраины деревни), у истоков безымянного ручья бассейна реки Исьма, высота центра над уровнем моря 191 м. Ближайшие населённые пункты — примыкающая с запада деревня Шаликово и посёлок Шаликово к северо-западу, за железнодорожной линией Белорусского направления МЖД.
В 1920 году, 15 декабря, деревню посетил Владимир Ленин.
В октябре 1941 года была захвачена немецкими войсками. Освобождена вечером 14 января 1942 года частями 82-й мотострелковой дивизии. Немцы сожгли всю деревню, в том числе дом Кочетовой, где выступал Ленин, поэтому на месте того дома установили сначала памятный знак, а затем памятник Ленину.